# Ерншельдсвік (аеропорт)
Аеропорт Ерншельдсвік (швед. Örnsköldsvik Airport)(IATA: OER, ICAO: ESNO) — регіональний аеропорт, розташований за 24 км на північний схід від Ерншельдсвіка, Швеція, у Гузумі, побудований в 1961 році.
31 жовтня 2014 року аеропорт Ерншельдсвік отримав дозвіл на встановлення першої у світі диспетчерської вежі з дистанційним керуванням. 
Вежа контролюється з аеропорту Сундсвалль. 

## Авіалінії та напрямки
| Авіакомпанія     | Пункт призначення             |
| ---------------- | ----------------------------- |
| Amapola Flyg     | Стокгольм–Арланда             |
| Croatia Airlines | Сезонний чартер: Спліт        |
| Enter Air        | Сезонний чартер: Ханья, Родос |

## Пасажирообіг
Див. джерело запитів Вікіданих та джерела.